# Albert Bertelsen
Albert Bertelsen (Vejle, 17 de novembro 1921 – 11 de dezembro de 2019) foi um pintor dinamarquês.
As pinturas de Bertelsen são normalmente de cores verdes. 
As belezas naturais das Ilhas Feroe e da Noruega são os motivos preferidos. Todas as pessoas que se vê nas pinturas de Bertelsen são gente de sua própria infância. A arte de Bertelsen está inspirada do artista dinamarquês do movimento CoBrA Henry Heerup. Bertelsen ilustrou muitos livros, como por exemplo os contos de Hans Christian Andersen.
Faleceu em 11 de dezembro de 2019 aos 98 anos de idade.